# フィジー第一党
フィジー第一党（FijiFirst） またはフィジーファースト党 は、届け出済みのフィジーの政党である。2014年3月、当時首相だったフランク・バイニマラマによって設立された。

## 沿革
バイニマラマが設立の届け出に必要な5000筆の署名を集めるため、キャンペーンバス(英語版)で国内を遊説する直前の2014年3月31日に立ち上げられた。
 バイニマラマは、FijiFirstという党名に自分の政治信条を表したと述べている。来たる総選挙の候補者名簿第一位および総裁には、のちに女性省大臣（英語版）となるジコ・ルヴェニが指名された。
届け出のための署名運動では、40000筆以上が集まった。
副党首には前フィジー労働党上院議員のビジャイ・プラサドが、書記長には後に法務長官となるアヤズ・サイード＝ハイユームが任命された。しかし、プラサドは1980年代に窃盗罪で有罪判決と懲役刑を受けたことを理由に、わずか1日で副党首を辞任した。副党首にはラトゥ・ウィリアメ・カトニヴェレも選出された。会計には会計士で、en:CPA Australiaの準会員でもあるヴィムレシュ・クマールが任命された。
フィジー第一党の登録申請では、6件の告訴が起きた。そのなかには、以前から"Fiji First"という名称を使っていた党からの告訴もひとつあった。しかし、フィジー第一党は2014年5月30日に登録された。

## 2014年総選挙
2014年7月25日、フィジー第一党は第一次候補者名簿を発表した 筆頭はフランク・バイニマラマであった。総選挙では29万3714票、得票率59.2%(総票数495,105票)で勝利し、定数50のうち過半数の32議席を獲得した。
ニュージーランドのウェリントン在住の匿名のライターがエコノミストに寄せた記事によると、フィジー第一党は選挙で勝利したにもかかわらず、「多くの」生来のフィジー人から「ないがしろにされて」いる。フィジー市民はあまねくフィジー人であると明記した2013年フィジー憲法（英語版）の施行が民族性に無頓着であることや、法務長官のサイード＝ハイユームがムスリムのルーツを持っていることから、「いくらかの」先住民は「文化の消滅」と「イスラムの陰謀に国が支配される」ことに対して恐怖心を抱いていると、そのライターは述べている。

## 2018年総選挙
2018年の総選挙では、女性10名を含む51名がフィジー第一党から立候補した。総選挙の結果、22万7241票、得票率50.02%で27議席を獲得し、前回選挙から議席を減らしたものの、国会での単独過半数の維持に成功した。

## 2022年総選挙
2022年の総選挙では、第一党には留まったものの得票率を42.55%にまで落とし、結果として野党に転落した。キャスティングボートを握った社会民主自由党（3議席）が6日間の交渉を経て人民同盟主導の内閣への支持を表明したことで、フィジー第一党の政権与党としての8年間およびバイニマラマの16年間にわたる首相在任期間に終止符が打たれた
。